# 正定石家莊戰鬥
滿城保定戰鬥發生於1937年9月21日－24日，地點則是在中國冀北一帶。是抗日戰爭主要戰鬥之一，交戰一方為守軍之國民革命軍，另一方則為日軍。經過激烈戰鬥後，守城的國軍傷亡慘重，24日撤守河北。